# RCV-9
Le RCV-9, parfois surnommé Falcon (« faucon ») est un véhicule blindé de maintien de l’ordre conçu et produit au milieu des années 1980 en Afrique du Sud.

## Historique
Le RCV-9 est développé au milieu des années 1980 par Sandock-Austral pour offrir à la police sud-africaine un véhicule blindé moins imposant que le Casspir pour les missions de maintien de l’ordre. Le RCV-9 est entré en service en Afrique du Sud en 1987 et a aussi été acquis ultérieurement par la police colombienne. Au gré des rachats, la production est assurée d’abord par Sandock-Austral, puis par Reumech OMC, puis par Vickers OMC, une filiale de Vickers Defence Systems.

## Caractéristiques
Le RCV-9 est construit autour d’un châssis 4 × 2 propulsé par un moteur Diesel de 120 bhp. La cabine se caractérise par de grandes vitres blindées et protégées par des grilles, permettant au conducteur et aux huit policiers embarqués de disposer d’une bonne vision panoramique sur leur environnement. Pour faciliter l’ouverture des portes, celle-ci est assistée par des vérins pneumatiques.
Un certain nombre d’équipement sont en option et n’équipent donc pas tous les véhicules. Il est ainsi possible de disposer d’un châssis 4 × 4, de pneus anticrevaison, d’un treuil électrique ou encore d’une lame pour permettre de déblayer le chemin d’éventuelles barricades.

### Données techniques
| Modèle                     | RCV-9                                          |
| -------------------------- | ---------------------------------------------- |
| Équipage                   | 1 (+ 8 passagers)                              |
| Longueur hors-tout         | 5,38 m                                         |
| Largeur hors tout          | 2,1 m                                          |
| Hauteur                    | 2,08 m                                         |
| Masse                      | 6 900 kg                                       |
| Motorisation               | moteur Diesel suralimenté par turbocompresseur |
| Puissance brute            | 120 hp à 2 800 tr/min (89 kW)                  |
| Vitesse maximale sur route | 100 km/h                                       |
| Autonomie sur route        | 675 km                                         |
| Blindage                   |                                                |
| Armement                   | Non armé                                       |